# Clupisoma
Clupisoma is een geslacht van straalvinnige vissen uit de familie van glasmeervallen (Schilbeidae).

## Soorten
- Clupisoma bastari Datta & Karmakar, 1980
- Clupisoma garua (Hamilton, 1822)
- Clupisoma longianalis (Huang, 1981)
- Clupisoma montana Hora, 1937
- Clupisoma naziri Mirza & Awan, 1973
- Clupisoma nujiangense Chen, Ferraris & Yang, 2005
- Clupisoma prateri Hora, 1937
- Clupisoma roosae Ferraris, 2004
- Clupisoma sinense (Huang, 1981)